# Aartseparchie Tellicherry
De aartseparchie Tellicherry (Latijn: Tellicherriensis) is een Syro-Malabar-katholieke aartseparchie met als zetel Thalassery (voorheen Tellicherry), in India. De aartsbisschop van Tellicherry is metropoliet van de kerkprovincie Tellicherry, waartoe ook de volgende suffragane eparchieën behoren:
- Belthangady
- Bhadravathi
- Mananthavady
- Mandya
- Thamarasserry

## Geschiedenis
De aartseparchie werd opgericht op 31 december 1953, als de eparchie Tellicherry, uit delen van het bisdom Calicut, en was suffragaan aan de aartseparchie Ernakulam. Op 19 mei 1995 werd het verheven tot metropolitane aartseparchie.

## Parochies
De aartseparchie had in 2020 een oppervlakte van 4.958 km2 en telde 3.829.346 inwoners waarvan 7,6% rooms-katholiek was.

## Ordinarii

### Bisschoppen
- Sebastian Valloppilly (16 oktober 1955 - 18 februari 1989)

### Aartsbisschoppen
- George Valiamattam (bisschop: 18 februari 1989, aartsbisschop: 18 mei 1995 - 29 augustus 2014)
- George Njaralakatt (29 augustus 2014 - 15 januari 2022)
- Joseph Pamplany (15 januari 2022 - heden; hulpbisschop sinds 1 september 2017)

## Galerij van afbeeldingen

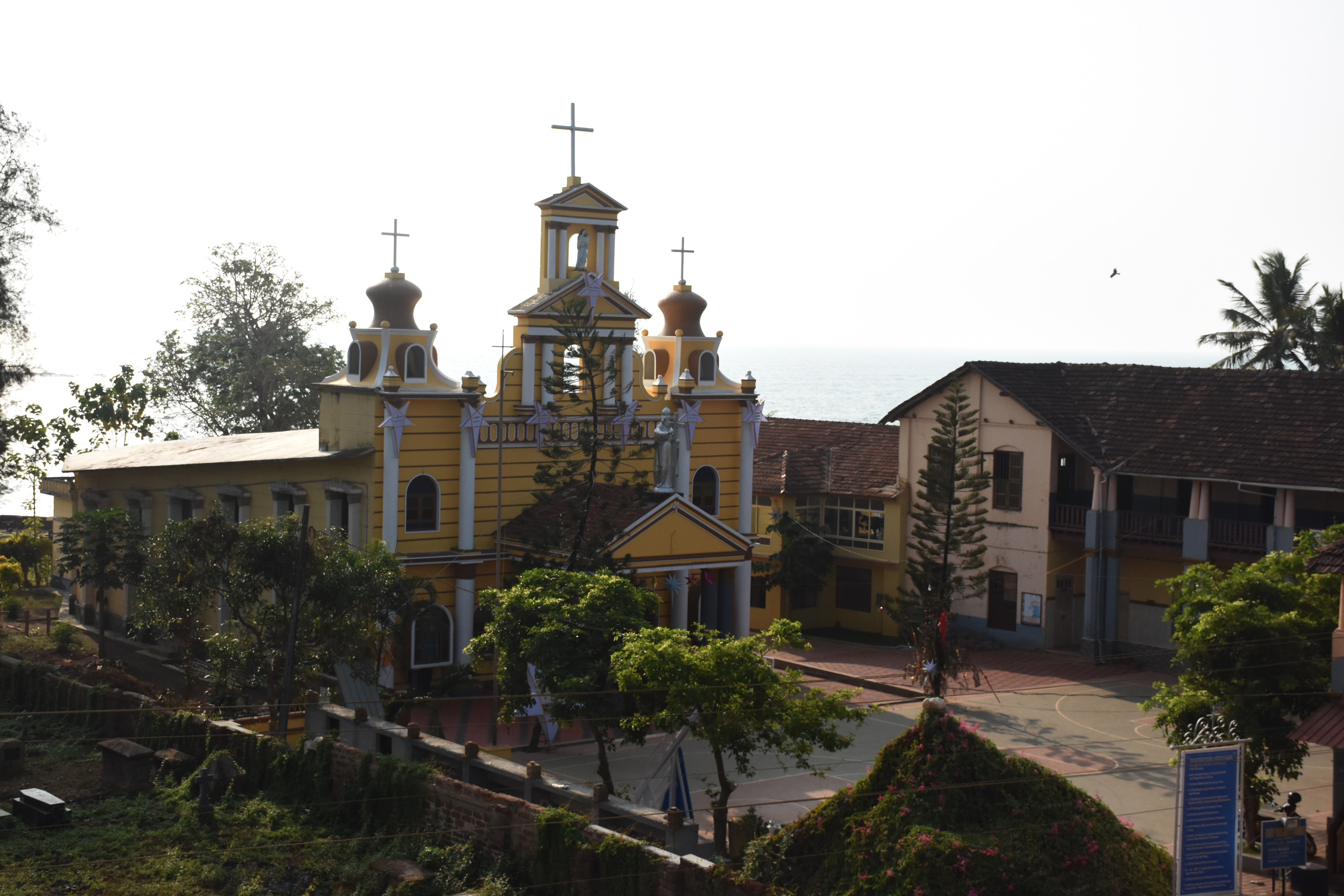
Holy Rosary-kerk in Thalassery
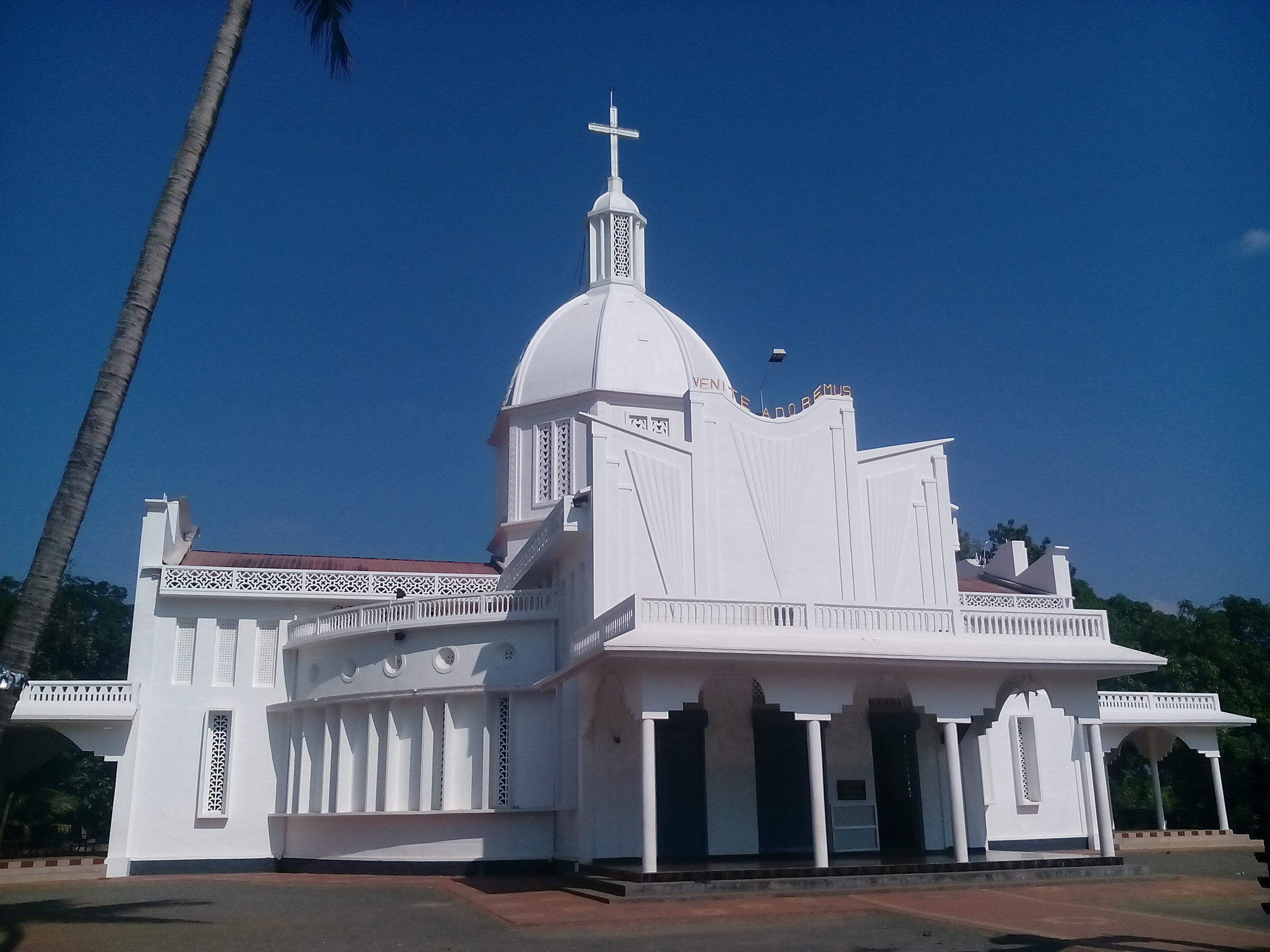
Heilige Maria-kerk in Edoor
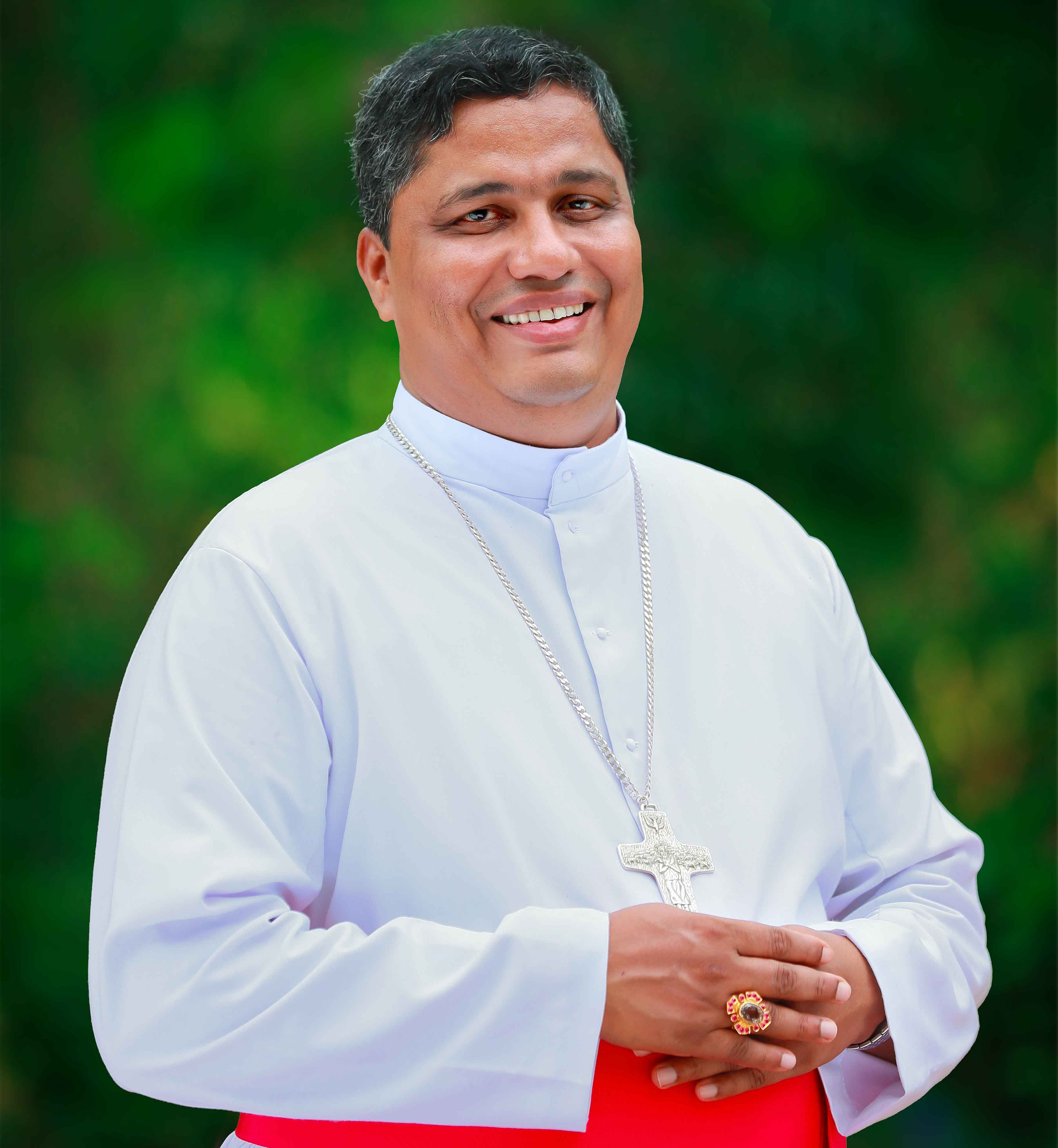
Aartsbisschop Joseph Pamplany (2022-heden)

Tellicherry (aartseparchie) · Belthangady · Bhadravathi · Mananthavady · Mandya · Thamarasserry